# Giuseppina Giovanelli
Giuseppina Giovanelli (Rho, 1848 – Firenze, 12 aprile 1890) è stata un'attrice teatrale italiana. Artista di punta del Teatro Milanese diretto da Cletto Arrighi, attiva fra il 1870 e il 1890.

## Biografia
Di umili origini e analfabeta, a 18 anni si trasferì a Milano per lavorare come servetta. Iniziò a recitare con il teatro filodrammatico dialettale per la Società di San Simone, dove dopo tre sole prove mandò il pubblico in visibilio. Successivamente conobbe Edoardo Giraud, che le insegnò a leggere e scrivere, e insieme vennero scritturati da Cletto Arrighi per il Teatro Milanese, preso in affitto con lo scopo di presentare commedie in dialetto milanese. Il debutto avvenne il 19 novembre 1870 con la prima rappresentazione di El barchett de Boffalora, adattamento in milanese da parte dell'Arrighi della commedia La Cagnotte di Eugène Labiche, nel ruolo di Palmira Spinazzi; personaggio ripreso ne La sura Palmira spôsa. Nel 1873 portò in scena la propria commedia I mé calzon.
Nel 1876, con la crisi finanziaria del Teatro Milanese dovuta agli sperperi dell'Arrighi, i principali attori del Teatro Milanese si organizzarono nella nuova compagnia Ferravilla-Sbodio-Giraud, alla quale parteciparono, oltre alla Giovanelli, Emma Ivon, Ernesta Comelli, Antonio Dassi. Il debutto avvenne al Teatro Cressoni di Como, poi al Teatro Fossati di Milano e in tournée a Roma e Napoli.
La Giovanelli partorì la sua bambina nel camerino del Teatro Milanese mentre si rappresentava I tri C e i tri D del buon gener, di Cletto Arrighi, nella quale faceva la parte della mamma di una ballerina.
I funerali furono celebrati a Firenze e la Giovanelli venne sepolta nel Cimitero di Trespiano.

### Caratteristiche
«Bastava che la Giovanelli si mostrasse sulla scena perchè il teatro si mettesse di buon umore. Con lei entrava nel dialogo una nuova, una speciale vivacità, una ilarità prepotente e sonora, lo spirito, il disegno, il colore della caricatura popolare. Chi non ricorda le sue crinoline, le sue cuffie, i suoi scialli, gli scozzesi inverosimili de' suoi vestiti, che erano spesso piccoli capolavori di imitazione e di ricostruzione di mode dimenticate?»
«...dotata d'un organo vocale il quale, mentre sintetizzava nelle loro gradazioni più opposte le voci delle trecche di mercato, mal si sarebbe adattato colle parti di amorosa o di donna elegante. V'era in esso quel misto di triviale e di disinvolto che è cosi caratteristico alle donne del volgo.»
Secondo Edoardo Ferravilla: «La Giovanelli era artista divertentissima e poteva sembrar somma nelle parti di caratterista quando l'indole del personaggio s'immedesimava con l'indole sua. Recitava bene tutto ciò che ella viveva anche fuori dal palcoscenico. Tanto vero questo, che le sue qualità si apprezzavano, più che in ogni altro luogo, a Milano, perchè il pubblico vedeva nell'artista una copia fedele della popolana lombarda.»

## Opere
- Giuseppina Giovanelli, I mé calzon, Teatro Milanese, 22 novembre 1873.